# Golborne
Golborne es una localidad situada en el condado metropolitano de Gran Mánchester, en Inglaterra (Reino Unido). Según el censo de 2011, tiene una población de 24 167 habitantes.
Está ubicada al sur de la región Noroeste de Inglaterra, cerca de la frontera con las regiones de Yorkshire y Humber y Midlands del Este, y de la ciudad de Mánchester —la capital del condado—.
La localidad debe la mayor parte de su crecimiento a las industrias minera y textil. También hubo una importante actividad agrícola, y muchas fincas aún pertenecen a las familias que originalmente las poseían.